# Christiane Chabot
Christiane Chabot, née le 17 décembre 1950 à Jonquière (Québec), est une peintre, pastelliste, aquarelliste, sculptrice, installationniste et photographe.

## Biographie
Christiane Chabot naît le 17 décembre 1950 à Jonquière.
Elle étudie au Cégep de Jonquière de 1969 à 1971 puis à l'Université Laval de 1972 à 1975. Elle étudie à l'École des Beaux-Arts de Paris de 1976 à 1977, puis de 1981 à 1982,. Elle vit et travaille à Paris.
Après quelques travaux abstraits, elle s'oriente vers la figuration.

## Musées et collections publiques
- Collection d'œuvres d'art, Université de Montréal
- Musée d'art contemporain de Montréal[4]
- Musée des beaux-arts de Sherbrooke
- Musée national des beaux-arts du Québec[5]